# Daniel Rodriguez
Daniel Rodriguez (Alhambra, 31 de dezembro de 1986) é um lutador americano de artes marciais mistas, atualmente competindo no peso meio-médio do Ultimate Fighting Championship.

## Carreira no MMA

### Ultimate Fighting Championship
Rodriguez fez sua estreia no UFC no UFC Fight Night: Anderson vs. Błachowicz 2 em 15 de fevereiro de 2020 contra Tim Means. Rodriguez venceu por finalização no segundo round. Esta vitória lhe rendeu o bônus de “performance da Noite”.
Rodriguez enfrentou Gabriel Green em 30 de maio de 2020 no UFC on ESPN: Woodley vs. Burns. Ele venceu por decisão unânime.
Rodriguez enfrentou Dwight Grant em 22 de agosto de 2020 no UFC on ESPN: Munhoz vs. Edgar. Ele venceu por nocaute no primeiro round.

## Cartel no MMA
| Cartel no MMA   |             |            |
| 16 lutas        | 14 vitórias | 2 derrotas |
| Por nocaute     | 7           | 0          |
| Por finalização | 4           | 0          |
| Por decisão     | 3           | 2          |

| Res.    | Cartel | Oponente           | Método                                    | Evento                                     | Data       | Round | Tempo | Local                        | Notas                                 |
| ------- | ------ | ------------------ | ----------------------------------------- | ------------------------------------------ | ---------- | ----- | ----- | ---------------------------- | ------------------------------------- |
| Derrota | 17-4   | Ian Garry          | Nocaute Técnico (chute na cabeça e socos) | UFC on ABC: Rozenstruik vs. Almeida        | 13/05/2023 | 1     | 2:57  | Charlotte, Carolina do Norte |                                       |
| Derrota | 17-3   | Neil Magny         | Finalização (estrangulamento d'arce)      | UFC Fight Night: Rodriguez vs. Lemos       | 05/11/2022 | 3     | 3:32  | Las Vegas, Nevada            |                                       |
| Vitória | 17-2   | Li Jingliang       | Decisão (dividida)                        | UFC 279: Diaz vs. Ferguson                 | 10/09/2022 | 3     | 5:00  | Las Vegas, Nevada            | Luta em Peso Casado (180 lbs).        |
| Vitória | 16-2   | Kevin Lee          | Decisão (unânime)                         | UFC on ESPN: Barboza vs. Chikadze          | 28/08/2021 | 3     | 5:00  | Las Vegas, Nevada            |                                       |
| Vitória | 15-2   | Preston Parsons    | Nocaute Técnico (socos)                   | UFC on ESPN: Makhachev vs. Moisés          | 17/07/2021 | 1     | 3:57  | Las Vegas, Nevada            |                                       |
| Vitória | 14-2   | Mike Perry         | Decisão (unânime)                         | UFC on ABC: Vettori vs. Holland            | 10/04/2021 | 3     | 5:00  | Las Vegas, Nevada            |                                       |
| Derrota | 13-2   | Nicolas Dalby      | Decisão (unânime)                         | UFC 255: Figueiredo vs. Perez              | 21/11/2020 | 3     | 5:00  | Las Vegas, Nevada            |                                       |
| Vitória | 13-1   | Dwight Grant       | Nocaute (socos)                           | UFC on ESPN: Munhoz vs. Edgar              | 22/08/2020 | 1     | 2:24  | Las Vegas, Nevada            |                                       |
| Vitória | 12-1   | Gabriel Green      | Decisão (unânime)                         | UFC on ESPN: Woodley vs. Burns             | 30/05/2020 | 3     | 5:00  | Las Vegas, Nevada            |                                       |
| Vitória | 11-1   | Tim Means          | Finalização (guilhotina)                  | UFC Fight Night: Anderson vs. Błachowicz 2 | 15/02/2020 | 2     | 3:37  | Rio Rancho, Novo México      | Estreia no UFC; Performance da Noite. |
| Vitória | 10-1   | Quinton McCottrell | Nocaute Técnico (socos)                   | SMASH Global 9: Black Tie Fight Night      | 19/12/2019 | 2     | 1:48  | Hollywood, Califórnia        | Ganhou o Cinturão Meio-Médio do SG.   |
| Vitória | 9-1    | Rico Farrington    | Decisão (unânime)                         | Dana White's Contender Series 22           | 30/07/2019 | 3     | 5:00  | Las Vegas, Nevada            | Volta aos Meio-Médios.                |
| Vitória | 8-1    | Ivan Castillo      | Nocaute (joelhada)                        | Combate 31: México vs. USA                 | 22/02/2019 | 2     | 2:31  | Fresno, Califórnia           |                                       |
| Vitória | 7-1    | Ozzie Alvarez      | Nocaute Técnico (socos)                   | Combate 25: Camino a Copa Combate          | 28/09/2018 | 3     | 2:41  | Long Beach, Califórnia       |                                       |
| Vitória | 6-1    | Alex Velasco       | Finalização (mata leão)                   | Combate 23: México vs. El Mundo            | 18/05/2018 | 3     | 2:41  | Tijuana                      | Estreia nos Leves.                    |
| Vitória | 5-1    | Justin Baesman     | Nocaute Técnico (socos)                   | CXF 11: Alpha Dog                          | 17/02/2018 | 2     | 1:17  | Studio City, California      |                                       |
| Derrota | 4-1    | Victor Reyna       | Decisão (dividida)                        | Combate 19: Queen Warriors                 | 01/12/2017 | 3     | 5:00  | San Antonio, Texas           |                                       |
| Vitória | 4-0    | Joel Champion      | Nocaute Técnico (socos)                   | Combate 13                                 | 20/04/2017 | 1     | 1:55  | Tucson, Arizona              |                                       |
| Vitória | 3-0    | Christian Gonzalez | Nocaute Técnico (socos)                   | Bellator 170                               | 21/01/2017 | 2     | 3:55  | Inglewood, California        |                                       |
| Vitória | 2-0    | Hector Saldaña     | Finalização (triângulo de mão)            | Combate 8                                  | 11/08/2016 | 1     | 3:45  | Los Angeles, California      | Estreia nos Meio-Médios.              |
| Vitória | 1-0    | Christopher Gates  | Finalização (chave de braço)              | KOTC: Sanctioned                           | 14/06/2015 | 1     | 4:54  | San Jacinto, California      | Estreia nos Médios.                   |